# هاري بف
هاري بف (بالإنجليزية: Harry Pugh)‏ (1875 في المملكة المتحدة - 1945) هو لاعب كرة قدم بريطاني (وحمل سابقاً جنسية المملكة المتحدة لبريطانيا العظمى وأيرلندا) في مركز الهجوم. لعب مع ستوك سيتي ونادي ريكسهام ولينكولن سيتي أف سي.

## وصلات خارجية
- هاري بف على موقع ناشيونال فوتبول تيمز (الإنجليزية)